# Without Me (canción de Halsey)
«Without Me» es una canción grabada por la cantante estadounidense Halsey y lanzada como sencillo por Capitol Records el 4 de octubre de 2018. Está escrita por Halsey, Delacey y Amy Allen, y producida por Louis Bell. Incluye una interpolación de la canción «Cry Me a River», con Justin Timberlake, Timbaland y Scott Storch acreditados como coescritores.
La canción se convirtió en el segundo número uno para Halsey y el primero en solitario en el listado Billboard Hot 100 de Estados Unidos, anteriormente había logrado liderarlo con «Closer» junto a The Chainsmokers en 2016. La canción también alcanzó los tres primeros lugares en otros once países como, Australia, Canadá, Eslovaquia, Grecia, Hungría, Irlanda, Malasia, Nueva Zelanda, Portugal, Reino Unido y Singapur. También alcanzó el top cinco en Dinamarca, Estonia, Letonia, Noruega y República Checa. Su video musical, dirigido por Colin Tilley, se lanzó el 29 de octubre de 2018. La canción fue certificada como triple platino en los Estados Unidos, quíntuple platino en Australia y Canadá, y platino en Reino Unido.

## Antecedentes
Durante una presentación en Londres el 23 de septiembre de 2018, Halsey estrenó un visual de la canción, después anunció que sería lanzada el 4 de octubre. La canción se estrenó en Zane Lowe's World Record, un programa de radio de Beats 1, seguido de una entrevista sobre la canción. Es su primera canción en solitario desde su álbum Hopeless Fountain Kingdom en 2017.

## Composición

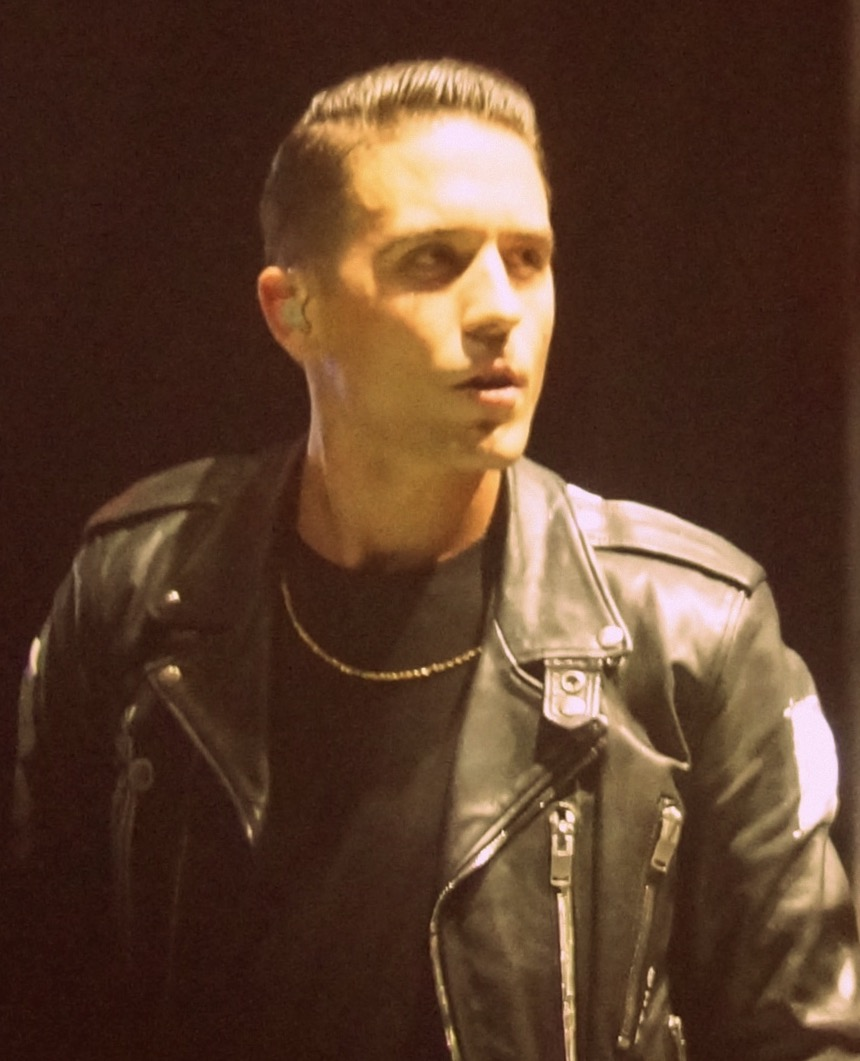
«Without Me» habla parcialmente sobre el exnovio de Halsey, el rapero estadounidense G-Eazy.

«Without Me» fue escrita por Halsey con Brittany Amaradio, Amy Allen y Louis Bell, quién también se encargó de la producción. Es una canción de ruptura mid-tempo pop y R&B, que comprende una mezcla atmosférica de sintetizadores en su producción. El puente de la canción contiene una interpolación del pre-coro de «Cry Me a River» de Justin Timberlake, quién toma créditos de composición junto a Timbaland y Scott Storch.
Los comentaristas en línea especularon que la canción y el video musical son sobre su exnovio, G-Eazy, ya que se habían separado poco antes del lanzamiento del video musical. Halsey disputó estos rumores después de publicar el razonamiento detrás de la canción en Instagram, explicando que la canción trata sobre varias relaciones diferentes que ella ha experimentado u observado, y que la canción es un recordatorio de que "no debes permitir que otros se aprovechen de ti". Sin embargo, en una entrevista con Glamour en enero de 2019, Halsey confirmó que la canción es parcialmente sobre él.

## Video musical
Un vídeo vertical de la canción fue lanzado en Spotify el 12 de octubre de 2018 y luego fue subido a YouTube el 9 de enero de 2019.
El video musical de la canción fue dirigido por Colin Tilley y fue lanzado el 29 de octubre de 2018. Cuenta con Halsey y un novio atrapados en un ciclo de una relación tóxica. La cantante habló sobre la historia del vídeo en una publicación de Instagram diciendo: "Es un reflejo de una combinación de relaciones en las que he estado o he visto pasar a la gente que amo". Continuó diciendo que, con el video, pretende tranquilizar a las personas y decir que no está bien que se aprovechen de uno mismo. El video muestra la colocación del productos Beats y YSL.

## Rendimiento en listas
«Without Me» debutó en el número 18 de la lista estadounidense Billboard Hot 100 el 20 de octubre de 2018. Con el lanzamiento del video musical, «Without Me» saltó al número nueve, y le dio a Halsey su primer sencillo top 10 desde «Bad at Love» que alcanzó el número cinco en enero de 2018. El 12 de enero de 2019, «Without Me» alcanzó el número uno, convirtiéndose en la primera canción número uno de Halsey como solista en la lista y su segunda canción en la general en lograrlo después de «Closer» con The Chainsmokers en 2016. Además, Justin Timberlake y Timbaland obtuvieron su sexto y octavo puesto número uno en dicha lista como compositores, respectivamente. También fue la canción número uno en ventas en los Estados Unidos durante seis semanas en la lista Digital Songs. Debido a que «Without Me» se convirtiera número uno en dicho país, Halsey se convirtió en la octava mujer en obtener dos múltiples números uno dentro del Billboard Hot 100 durante la década del 2010. Jason Lipshutz de Billboard declaró, "no hay ningún código de trucos que «Without Me» esté utilizando para llegar a la parte superior de la lista Hot 100 — es sólo un muy pulido y exitoso sencillo pop, del tipo que Halsey ha lanzando más y con más frecuencia". En febrero de 2019, la canción de Halsey, «Eastside» reemplazo a «Without Me» como número uno en la lista Top 40 Mainstream. Hizo de Halsey el primer artista desde 2014 en reemplazarse a sí mismo como número uno en esta lista, y también convirtió a «Eastside» en la canción con el recorrido más largo en llegar al número uno en la historia de la lista. En marzo, «Without Me» regresó al número uno, lo que convirtió a Halsey en la primera artista en la historia de las lista de éxitos que se reemplazó a sí misma en el número uno dos veces. «Without Me» también se convirtió en el tercer número uno de Halsey en la lista Billboard Dance/Mix Show Airplay en su edición del 9 de marzo de 2019. «Without Me» se convirtió en la canción por una artista femenina con más semanas en el top 10 del Billboard Hot 100 este siglo con 26 semanas consecutivas dentro del listado. En Reino Unido, la canción alcanzó su punto máximo en el número tres, por lo que se convirtió en un éxito entre los cinco primeros.

## Posicionamiento en listas
| País            | Listas                                      | Mejor posición |
| 2019            | 2019                                        | 2019           |
| --------------- | ------------------------------------------- | -------------- |
| Argentina       | Argentina Hot 100                           | 86             |
| Alemania        | Official German Charts                      | 11             |
| Australia       | Australia (ARIA)                            | 2              |
| Austria         | Ö3 Austria Top 40                           | 56             |
| Bélgica         | Ultratop 50 Flanders                        | 17             |
| Bélgica         | Ultratop Wallonia                           | 6              |
| Bolivia         | Monitor Latino                              | 12             |
| Brasil          | Brazil (Crowley Charts)                     | 100            |
| Canadá          | Canadian Hot 100 (Billboard)                | 2              |
| Canadá          | Canadian AC (Billboard)                     | 5              |
| Canadá          | Canada CHR/Top 40 (Billboard)               | 1              |
| Canadá          | Canada Hot AC (Billboard)                   | 1              |
| Colombia        | National-Report                             | 98             |
| Croacia         | Croatia (HRT)                               | 25             |
| Dinamarca       | Denmark (Tracklisten)                       | 5              |
| Francia         | France (SNEP)                               | 39             |
| Escocia         | Scotland (Official Charts Company)          | 10             |
| Eslovaquia      | Radio Top 100                               | 23             |
| Eslovaquia      | Singles Digitál Top 100                     | 2              |
| Eslovenia       | Slovenia (SloTop50)                         | 20             |
| Estados Unidos  | US Billboard Hot 100 (Billboard)            | 1              |
| Estados Unidos  | US Adult Contemporary (Billboard)           | 11             |
| Estados Unidos  | US Adult Top 40 (Billboard)                 | 1              |
| Estados Unidos  | US Dance Club Songs (Billboard)             | 26             |
| Estados Unidos  | US Dance/Mix Show Airplay (Billboard)       | 1              |
| Estados Unidos  | US Mainstream Top 40 (Billboard)            | 1              |
| Estados Unidos  | US Rhythmic (Billboard)                     | 21             |
| Estados Unidos  | US Rolling Stone Top 100                    | 42             |
| España          | Spain (PROMUSICAE)                          | 37             |
| Estonia         | Estonia (Eesti Tipp-40)                     | 2              |
| Finlandia       | Finland (Suomen virallinen lista)           | 7              |
| Grecia          | Greece International Digital Singles (IFPI) | 1              |
| Hungría         | Hungary (Single Top 40)                     | 17             |
| Hungría         | Hungary (Stream Top 40)                     | 2              |
| Italia          | Italy (FIMI)                                | 33             |
| Irlanda         | Ireland (IRMA)                              | 3              |
| Israel          | Israel (Media Forest)                       | 9              |
| Letonia         | Letonia (Latvijas Top 40)                   | 5              |
| Líbano          | Lebanon (Lebanese Top 20)                   | 19             |
| Malasia         | Malaysia (RIM)                              | 2              |
| Noruega         | Norway (VG-lista)                           | 5              |
| Nueva Zelanda   | Hot Singles (RMNZ)                          | 3              |
| Países Bajos    | Netherlands (Dutch Top 40)                  | 14             |
| Países Bajos    | Netherlands (Single Top 100                 | 10             |
| Polonia         | Poland (Polish Airplay Top 100)             | 14             |
| Portugal        | Portugal (AFP)                              | 2              |
| Reino Unido     | UK Singles (Official Charts Company)        | 3              |
| República Checa | Rádio Top 100                               | 58             |
| República Checa | Singles Digitál Top 100                     | 5              |
| Rumania         | Romania (Airplay 100)                       | 8              |
| Singapur        | Singapur (RIAS)                             | 3              |
| Suecia          | Sweden (Sverigetopplistan)                  | 9              |
| Suiza           | Schweizer Hitparade                         | 6              |

## Certificaciones
| País           | Organismo certificador | Certificación | Ventas certificadas | Ref.   |
| -------------- | ---------------------- | ------------- | ------------------- | ------ |
| Alemania       | BVMI                   | Oro           | 200 000             | [ 67 ] |
| Australia      | ARIA                   | 6× Platino    | 420 000             | [ 68 ] |
| Austria        | IFPI                   | Oro           | 15 000              | [ 69 ] |
| Bélgica        | BEA                    | Platino       | 40 000              | [ 70 ] |
| Canadá         | Music Canada           | 6× Platino    | 480 000             | [ 71 ] |
| Dinamarca      | IFPI                   | Platino       | 90 000              | [ 72 ] |
| Estados Unidos | RIAA                   | Diamante      | 10 000 000          | [ 73 ] |
| Italia         | FIMI                   | Platino       | 50 000              | [ 74 ] |
| México         | AMPROFON               | Diamante      | 300 000             | [ 75 ] |
| Nueva Zelanda  | Music Canada           | 2× Platino    | 60 000              | [ 76 ] |
| Reino Unido    | BPI                    | Platino       | 600 000             | [ 77 ] |
| Suecia         | GLF                    | Platino       | 80 000              | [ 78 ] |